# جامعة إسلسكا (مصر)
جامعة إسلسكا هي جامعة خاصة مصرية تأسست وفقاً لبروتوكول بين وزارة التعليم العالي في مصر وكلية الدراسات العليا للتجارية التطبيقية إسلسكا الفرنسية.

## الكليات والمراكز التابعة
- كلية إدارة الأعمال
- معهد الدراسات العليا للذكاء التنافسي.
- مركز التميز العلمي في إدارة الأعمال.
- مركز التميز العلمي في الذكاء التنافسي.
- مركز تأهيل وإعداد القيادات.

## البرامج والتخصصات
- إدارة الرياضة
- إدارة التسويق
- ذكاء الأعمال
- إدارة السياحة والضيافة
- ثقافة الأعمال
- إدارة البنوك والتمويل
- التكنولوجيا الرقمية
- إدارة الماركات الترفيهية[1]

## وصلات خارجية
- جامعة أسلسكا مصر تحتفل بتخريج دفعة جديدة من الطلاب
- «التعليم العالي»: بدء الدراسة بجامعة «اسلسكا مصر» سبتمبر المقبل

- الموقع الرسمي للجامعة
- موقع فرع الجامعة في مصر
- التعليم العالي والتخطيط يشهدان توقيع بروتوكول «جامعة إسلسكا» في مصر